# 1901 no cinema

## Nascimentos
| Data            | Nome             | Profissão                                   | Nacionalidade  | Observações | Ref |
| --------------- | ---------------- | ------------------------------------------- | -------------- | ----------- | --- |
| 2 de janeiro    | Luigi Zampa      | diretor                                     | Itália         | m. 1991     |     |
| 1 de fevereiro  | Clark Gable      | ator                                        | Estados Unidos | m. 1960     |     |
| 15 de fevereiro | Raul de Carvalho | actor de teatro e cinema                    | Portugal       | m.1984      |     |
| 27 de março     | Carl Barks       | ilustrador e criador de banda desenhada     | Estados Unidos | m. 2000     |     |
| 5 de abril      | Melvyn Douglas   | ator                                        | Estados Unidos | m. 1981     |     |
| 7 de maio       | Gary Cooper      | ator                                        | Estados Unidos | m. 1961     |     |
| 7 de julho      | Vittorio De Sica | cineasta                                    | Itália         | m. 1974     |     |
| 25 de setembro  | Robert Bresson   | cineasta                                    | França         | m. 1999     |     |
| 17 de novembro  | Lee Strasberg    | ator, produtor, professor de arte dramática | Estados Unidos | m. 1982     |     |
| 29 de novembro  | Mildred Harris   | atriz                                       | Estados Unidos | m. 1944     |     |
| 5 de dezembro   | Walt Disney      | cineasta e produtor de desenhos animados    | Estados Unidos | m. 1966     |     |

## Mortes
| Data              | Nome              | Profissão | Nacionalidade | Observações | Ref |
| ----------------- | ----------------- | --------- | ------------- | ----------- | --- |
| Data desconhecida | Adolphe Le Prince | Ator      | Inglaterra    | n. 1872     |     |